# WNT9B
WNT9B (англ. Wnt family member 9B) – білок, який кодується однойменним геном, розташованим у людей на короткому плечі 17-ї хромосоми. Довжина поліпептидного ланцюга білка становить 357 амінокислот, а молекулярна маса — 39 001.
| 10         |  | 20         |  | 30         |  | 40         |  | 50         |
| ---------- |  | ---------- |  | ---------- |  | ---------- |  | ---------- |
| MRPPPALALA |  | GLCLLALPAA |  | AASYFGLTGR |  | EVLTPFPGLG |  | TAAAPAQGGA |
| HLKQCDLLKL |  | SRRQKQLCRR |  | EPGLAETLRD |  | AAHLGLLECQ |  | FQFRHERWNC |
| SLEGRMGLLK |  | RGFKETAFLY |  | AVSSAALTHT |  | LARACSAGRM |  | ERCTCDDSPG |
| LESRQAWQWG |  | VCGDNLKYST |  | KFLSNFLGSK |  | RGNKDLRARA |  | DAHNTHVGIK |
| AVKSGLRTTC |  | KCHGVSGSCA |  | VRTCWKQLSP |  | FRETGQVLKL |  | RYDSAVKVSS |
| ATNEALGRLE |  | LWAPARQGSL |  | TKGLAPRSGD |  | LVYMEDSPSF |  | CRPSKYSPGT |
| AGRVCSREAS |  | CSSLCCGRGY |  | DTQSRLVAFS |  | CHCQVQWCCY |  | VECQQCVQEE |
| LVYTCKH    |  |            |  |            |  |            |  |            |

A: Аланін

C: Цистеїн

D: Аспарагінова кислота

E: Глутамінова кислота

F: Фенілаланін

G: Гліцин

H: Гістидин

I: Ізолейцин

K: Лізин

L: Лейцин

M: Метіонін

N: Аспарагін

P: Пролін

Q: Глутамін

R: Аргінін

S: Серин

T: Треонін

V: Валін

W: Триптофан

Кодований геном білок за функцією належить до білків розвитку. 
Задіяний у такому біологічному процесі, як сигнальний шлях Wnt. 
Локалізований у позаклітинному матриксі.
Також секретований назовні.